# Tlatoani

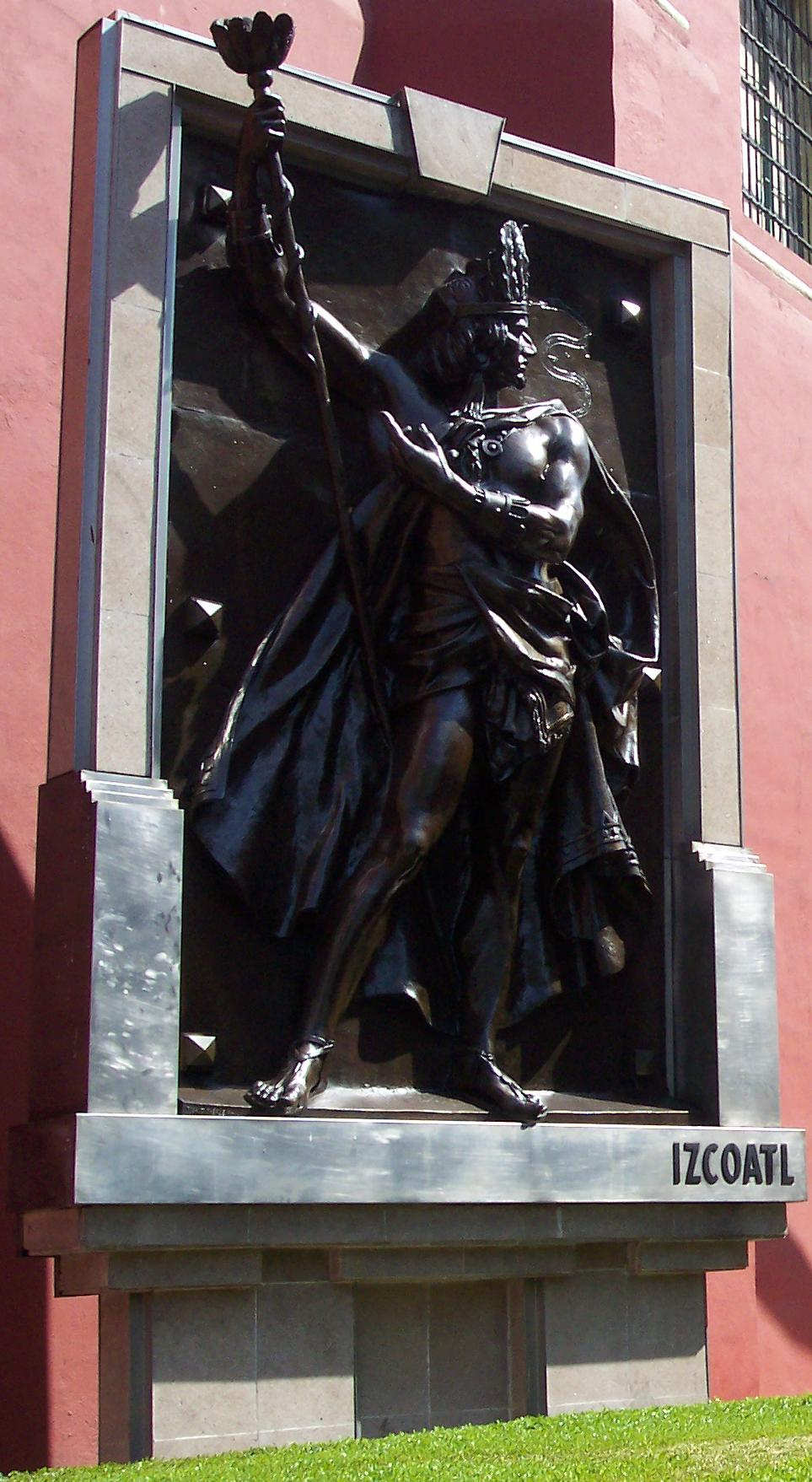
Itzcóatl, Huey Tlatoani de Tenochtitlan. Escultura de Jesús F. Contreras en el Jardín de la Triple Alianza.

Tlatoani (del náhuatl: tlahtoāni [t͡ɬaʔtoˈaːni] "el que habla, orador"; pl. tlatoque, tlahtohkeh) fue el término usado por varios pueblos de habla náhuatl en Mesoamérica para designar a los gobernantes de los āltepētl o ciudades, los cuales gobernaban en periodos de hasta 52 años y eran los elegidos por los pīpiltin (“nobles”) como gobernantes de entre una familia o dinastía gobernante en las distintas poblaciones. A los tlatoanis gobernantes de varios āltepētl (como el caso de los mexicas) se les denominó wēyi tlahtoāni 'gran orador'. 
Para conocer la lista de los tlatoanis mexicas, véase el artículo correspondiente a huey tlatoani mexicas.

## Estratificación social
La sociedad mexica estaba muy estratificada. A la cabeza de un altepetl (pueblo, ciudad) estaba un tlahtoani; la nobleza estaba compuesta por los pipiltin (en singular: pilli); los tetēkwtin 'señores' (ortografía tradicional teteuctin), eran nobles guerreros (entre los cuales encontramos a los tlahtoāni); los pōchtēcah (singular: pōchtēcatl) que eran los comerciantes (y que como espías de pueblos vecinos jugaron un papel destacado a la hora de conocer en qué pueblo estaban las riquezas para su posterior invasión y dominio); luego estaban los teōmahqueh o "portadores de los deseos de los dioses" (una especie de “traductores” de Huitzilopochtli, el dios mexica), que deben haber sido muy influyentes seguramente; los mayequeh, que son los siervos tributarios; los macehualtin, u hombres del común y los esclavos o tlacotin.

## Etimología
Aunque tlahtoāni puede traducirse indebidamente como "rey" su significado literal es "quien habla" u "orador". Etimológicamente, el término tlahtoāni se traduce como el que habla, es la forma eventual del verbo tlahtoa (=tla- 'algo' + (i)htoa 'decir') 'decir algo, hablar', en el sentido del que manda, el que tiene autoridad. El plural náhuatl es tlahtohqueh [tlaʔ'toʔkeh]. El término tlahtohcāyōtl (a veces considerado equivalente de "reino" y tradicionalmente escrito tlatocayotl) designa el territorio gobernado por un tlahtoāni.

## Lista de tlatoanis mexicas
| Período                            | Nombre en náhuatl                       | Significado en castellano               |
| Cuauhtlahtohqueh 1064-1325         | Cuauhtlahtohqueh 1064-1325              | Cuauhtlahtohqueh 1064-1325              |
| ---------------------------------- | --------------------------------------- | --------------------------------------- |
| 1064-1116                          | Mexih / Huitzilton                      | Liebre magueyera, colibrillo            |
| 1116-1153                          | Cuauhtlequetzqui                        | Águila alzada                           |
| 1153-1167                          | Acacihtli                               | Liebre caña                             |
| 1167-1182                          | Citlalintzin                            | Estrella                                |
| 1182-1184                          | Tzimpantzin                             | Portaestandartes                        |
| 1184-1188                          | Tlazohtzin                              | Apreciado                               |
| 1188-1233                          | Iztacmixcoatzin                         | Serpiente de nubes                      |
| 1233-1272                          | Tozcuecuextli                           | Loro amarillo que se mece               |
| 1272-1299                          | Huehueh Huitzilíhuitl                   | Pluma de colibrí, el Viejo              |
| 1299-1347                          | Ilancuéitl                              | Falda de anciana                        |
| 1347-1363                          | Ténoch                                  | Nopal, tuna de piedra                   |
| Huei Tlahtohqueh 1366-1525         |                                         |                                         |
| 1366-1391                          | Acamapichtli                            | El que empuña la caña                   |
| 1396-1417                          | Huitzilíhuitl                           | Pluma de colibrí                        |
| 1417-1427                          | Chimalpopoca                            | Escudo que humea                        |
| 1428-1440                          | Itzcóatl                                | Serpiente de obsidiana                  |
| 1440-1469                          | Moctezuma I                             | Señor encolerizado, flechador del cielo |
| 1469-1481                          | Axayácatl                               | Cara de agua                            |
| 1481-1486                          | Tízoc                                   | Pierna atravesada                       |
| 1486-1502                          | Ahuízotl                                | Nutria                                  |
| 1502-1520                          | Moctezuma II                            | Señor encolerizado, el más joven        |
| 1520-1520                          | Cuitláhuac                              | Limo del lago                           |
| 1520-1525                          | Cuauhtémoc                              | Águila que desciende                    |
| Tlahtohqueh novohispanos 1525-1565 |                                         |                                         |
| 1525-1526                          | Juan Velázquez Tlacotzin                |                                         |
| 1526-1530                          | Andrés de Tapia Motelchiuh              |                                         |
| 1532-1536                          | Pablo Xochiquentzin                     |                                         |
| 1539-1541                          | Diego Huanitzin                         |                                         |
| 1541-1554                          | Diego de San Francisco Tehuetzquititzin |                                         |
| 1554-1556                          | Regente Esteban de Guzmán               |                                         |
| 1557-1562                          | Cristóbal de Guzmán Cecetzin            |                                         |
| 1563-1565                          | Luis de Santa María Nanacacipactzin     |                                         |